# Ia Piar
Ia Piar là một xã cũ thuộc huyện Phú Thiện, tỉnh Gia Lai, Việt Nam.
Xã Ia Piar có diện tích 113,24 km², dân số năm 2002 là 9.579 người, mật độ dân số đạt 85 người/km².

## Địa lý
Xã nằm ở phía Đông nam  huyện Phú Thiện. Về vị trí địa lý của xã:
- Phía Đông giáp xã Ia Yeng
- Phía Tây giáp Huyện Chư Pưh
- Phía Nam giáp xã Ia Peng
- Phía Bắc giáp xã Ia Sol

## Hành chính
Xã Ia Piar gồm: 07 thôn Plei Rbai , Plei Chrung, Plei Gok, Ksing , Kmek, Ia Kơ Al, Mnai Trang

## Lịch sử
Từ ngày 12 tháng 6 năm 2025, theo Nghị quyết số 1664/NQ-UBTVQH15, sáp nhập tỉnh Bình Định vào tỉnh Gia Lai. Giải thể huyện Phú Thiện, sáp nhập thị trấn Phú Thiện và các xã của huyện: Ia Sol, xã Ia Piar và xã Ia Yeng thành xã Phú Thiện.